# 勃兰登王笏座

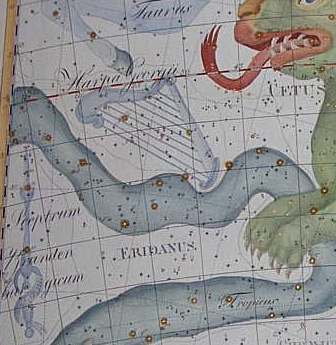
约翰·波得在1801年出版星图Uranographia中的勃兰登王笏座(左)

勃兰登王笏座（拉丁语：Sceptrum Brandenburgicum）是一个已经被废除的星座，1688年由普鲁士皇家天文学家戈特弗里德·基希创立，象征普鲁士的统治者—布蘭登堡藩侯家族使用的权杖。
现在勃兰登王笏座是天兔座和波江座的一部分。虽然勃兰登王笏座很快就被弃用并遗忘，波江座53星的拉丁名字Sceptrum正是由勃兰登王笏座而得名的。